# فرانسیسکو کابرال
فرانسیسکو کابرال (انگلیسی: Francisco Cabral؛ ۱۵۲۹ – ۱۶۰۹ (۸۰ ساله)) یک مبلغ مذهبی مسیحی و از اعضای انجمن عیسی اهل پرتغال بود.